# Ivica Križanac
Ivica Križanac (ur. 13 kwietnia 1979 w Omišu) – chorwacki piłkarz grający na pozycji środkowego obrońcy.

## Kariera
Križanac urodził się w nadmorskiej miejscowości o nazwie Omiš, ale piłkarską karierę zaczynał w Szybeniku w tamtejszym klubie HNK Šibenik. W wieku 19 lat w barwach HNK zadebiutował w pierwszej lidze Chorwacji, jednak w sezonie 1997/1998 rozegrał 7 meczów, a jego drużyna spadła z ekstraklasy. Latem 1998 Križanac zmienił klub i trafił do NK Slaven Belupo z Koprivnicy. W pierwszym swoim sezonie w tym klubie nie zagrał żadnego meczu, a w kolejnym 8 razy pojawił się na boisku i wiosną 2000 odszedł do NK Varteks z Varaždinu. Varteks z Križanacem w składzie zajął 7. miejsce w lidze, a po sezonie Križanac podpisał kontrakt z czeskim klubem FK Jablonec. Pomimo że w rundzie jesiennej w Jabloncu rozegrał 2 mecze, to w styczniu 2001 był już graczem najbardziej utytułowanego klubu Czech Sparty Praga. W Sparcie przez półtora sezonu zagrał 1 mecz w lidze (w sezonie 2000/2001, w którym Sparta została mistrzem Czech), a tak cały okres w Sparcie spędził grając w trzecioligowych rezerwach, z którymi zdołał awansować do drugiej ligi.
W lipcu 2002 Križanacem zainteresowano się w Polsce i niebawem trener Górnika Zabrze Waldemar Fornalik ściągnął jego do swojego klubu. Chorwat od razu stał się zawodnikiem pierwszej jedenastki Górnika. W Polskiej Ekstraklasie zadebiutował 3 sierpnia 2002 roku w zremisowanym 0:0 meczu z Ruchem Chorzów. Pierwszą bramkę dla Górnika zdobył w 5. kolejce ligowej w wygranym 3:1 meczu z Pogonią Szczecin. Zimą 2003 przeszedł do Dyskobolii Grodzisk Wielkopolski. W Dyskobolii w meczu ligowym zadebiutował już w pierwszym meczu rundy wiosennej – 15 marca w wygranym 3:1 meczu z Pogonią. Z Dyskobolią został wicemistrzem kraju. W sezonie 2003/2004 jego klub zajął 4. miejsce w lidze, a on sam opuścił kilka meczów drugiej części sezonu z powodu kontuzji. Dyskobolia grała w Pucharze UEFA, gdzie odpadła w III rundzie z Girondins Bordeaux, a Križanac w drugim meczu przegranym 1:4 strzelił samobójczego gola. Sezon 2004/2005 także przyniósł Dyskobolii wicemistrzostwo kraju. Dzięki grze w Polsce Ivica bardzo dobrze włada językiem polskim.
W drugiej części sezonu 2004/2005 Križanac był już zawodnikiem Zenitu Petersburg. Rosjanie zapłacili za niego 650 tysięcy euro. Križanac zagrał jednak tylko połowę meczów, gdyż w pierwszej części sezonu odniósł ciężką kontuzję. Zenit z Križanacem, który 2 razy trafił do siatki rywala, zajął 6. miejsce w lidze. W roku 2008 w barwach Zenitu triumfował w Pucharze UEFA. 29 sierpnia 2008 roku zagrał w meczu o Superpuchar Europy rozegranym pomiędzy zwycięzcą Ligi Mistrzów a Pucharu UEFA w Monaco, gdzie Zenit pokonał Manchester United 2:1. Został zmieniony przez Władisława Radimowa w 71. minucie.
W 2011 roku odszedł do RNK Split.

## Statystyki
| Sezon                              | Klub                               | Kraj                               | Rozgrywki                          | Mecze | Bramki |
| ---------------------------------- | ---------------------------------- | ---------------------------------- | ---------------------------------- | ----- | ------ |
| 1997/98                            | HNK Šibenik                        | Chorwacja                          | Prva HNL                           | 7     | 0      |
| 1998/99                            | NK Slaven Belupo                   | Chorwacja                          | Prva HNL                           | 0     | 0      |
| 1999/00                            | NK Slaven Belupo                   | Chorwacja                          | Prva HNL                           | 8     | 0      |
| 1999/00                            | NK Varteks                         | Chorwacja                          | Prva HNL                           | 5     | 0      |
| 2000/01                            | FK Jablonec                        | Czechy                             | 1. Gambrinus liga                  | 2     | 0      |
| 2000/01                            | Sparta Praga                       | Czechy                             | 1. Gambrinus liga                  | 1     | 0      |
| 2001/02                            | Sparta Praga                       | Czechy                             | 1. Gambrinus liga                  | 0     | 0      |
| 2002/03                            | Górnik Zabrze                      | Polska                             | Orange Ekstraklasa                 | 13    | 1      |
| 2002/03                            | Dyskobolia Grodzisk                | Polska                             | Orange Ekstraklasa                 | 15    | 0      |
| 2003/04                            | Dyskobolia Grodzisk                | Polska                             | Orange Ekstraklasa                 | 23    | 0      |
| 2004/05                            | Dyskobolia Grodzisk                | Polska                             | Orange Ekstraklasa                 | 11    | 4      |
| 2005                               | Zenit Petersburg                   | Rosja                              | Priemjer-Liga                      | 12    | 2      |
| 2006                               | Zenit Petersburg                   | Rosja                              | Priemjer-Liga                      | 16    | 0      |
| 2007                               | Zenit Petersburg                   | Rosja                              | Priemjer-Liga                      | 15    | 0      |
| 2008                               | Zenit Petersburg                   | Rosja                              | Priemjer-Liga                      | 25    | 1      |
| 2009                               | Zenit Petersburg                   | Rosja                              | Priemjer-Liga                      | 18    | 2      |
| 2010                               | Zenit Petersburg                   | Rosja                              | Priemjer-Liga                      | 14    | 1      |
| 2010/11                            | RNK Split                          | Chorwacja                          | Prva HNL                           | 11    | 1      |
| 2011/12                            | RNK Split                          | Chorwacja                          | Prva HNL                           | 22    | 1      |
| 2012/13                            | RNK Split                          | Chorwacja                          | Prva HNL                           | 12    | 2      |
| 2013/14                            | RNK Split                          | Chorwacja                          | Prva HNL                           | 18    | 0      |
| Łącznie w Prva HNL                 | Łącznie w Prva HNL                 | Łącznie w Prva HNL                 | Łącznie w Prva HNL                 | 83    | 4      |
| Łącznie w 1. Gambrinus lidze       | Łącznie w 1. Gambrinus lidze       | Łącznie w 1. Gambrinus lidze       | Łącznie w 1. Gambrinus lidze       | 3     | 0      |
| Łącznie w Orange Ekstraklasie      | Łącznie w Orange Ekstraklasie      | Łącznie w Orange Ekstraklasie      | Łącznie w Orange Ekstraklasie      | 62    | 5      |
| Łącznie w Rosyjskiej Premier Lidze | Łącznie w Rosyjskiej Premier Lidze | Łącznie w Rosyjskiej Premier Lidze | Łącznie w Rosyjskiej Premier Lidze | 100   | 6      |

Statystyki na podstawie National Football Teams (ang.)